# Kristian Fredrik Brøgger
Kristian Fredrik Brøgger, född 1 april 1878, död 20 februari 1949, var en norsk jurist och finansman.
Brøgger blev juris kandidat 1902, høyesterettsadvokat 1910, var praktiserande advokat först i Ålesund, sedan i Oslo. Han tog initiativet till flera betydelsefulla ekonomiska sammanslutningar som Den norske stats fiskeribank, Norges kommunalbank och Norges hypoteksforening for næringslivet. Brøgger utgav bland annat Kreditlivets utvikling og nutidens forretningsbanker (2 band 1926-1928), Loven i praxis (1934) och Gullfeber. En advokats optegnelser fra siste jobbetid (1932).